# Гора Айно

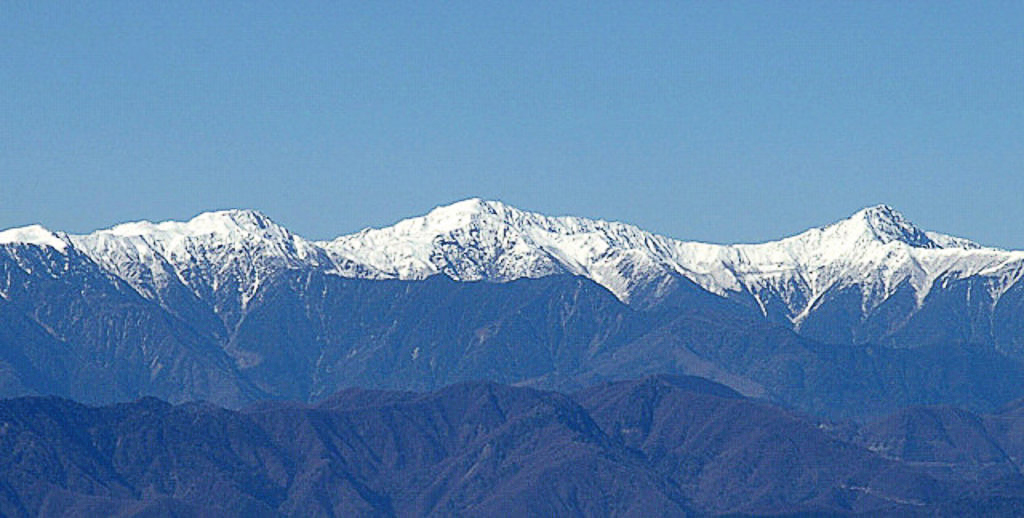
Шірансанзан (зліва направо: гора Ноторі, гора Айно, гора Кіта), вид з гори Кенаші в префектурі Шідзуока (листопад 2006 р.)

Гора Айно (яп. 間ノ岳) — вершина висотою 3190 метрів у гірському хребті Акаїші, що розташований у Національному парку Мінамські Альпи. Це третя за висотою вершина в Японії та друга в хребті Акаїші.
Пролягає на кордоні префектур Яманаші та Шідзуока. Гора Айно входить у книгу "100 відомих гір Японії" Кюя Фукади.

## Розташування
Гора Айно розташована за 3,3 кіломери на південь від гори Кіта, найвищої вершини хребта. Разом із горою Ноторі (яп. 農鳥岳, Ноторі-даке) ці три вершини називають Шіранесанзан (яп. 白峰三山). 
На схід від вершини розташований кар Хосодзава (яп. 細沢カール).

## Географія
Гора Айно, як і більшість Шірансанзан, рясніє альпійськими рослинами. В околицях переважають скелі, де росте небагато рослин. Вважається, що зсуви навколо вершини призвели до зростання лінійних улоговин. Враховуючи такі зсуви, гора Айно могла бути на десятки метрів вищою в минулому, порівняно з її теперішньою висотою. Можливо, це була найвища гора Японії під час останнього льодовикового максимуму.

## Гірські стежки
Гора Айно лежить на маршруті між горою Кіта та горою Ноторі. На вершині стежка розгалужується до гори Мібу (яп. 三峰岳, Мібу-даке) на заході, де вона з’єднується з Senshio Ridge (яп. 仙塩尾根, senshio-one).

Найближчий гірський притулок —  Ноторі-коя (яп. 農鳥小屋), що лежить на сідловині на південь нижче гори Нішіноторі (яп. 西農鳥岳, Нішіноторі-даке). Також на сідловині між горами Айно та Кіта, на півночі, розташований притулок Кітадакесансоо (яп. 北岳山荘).

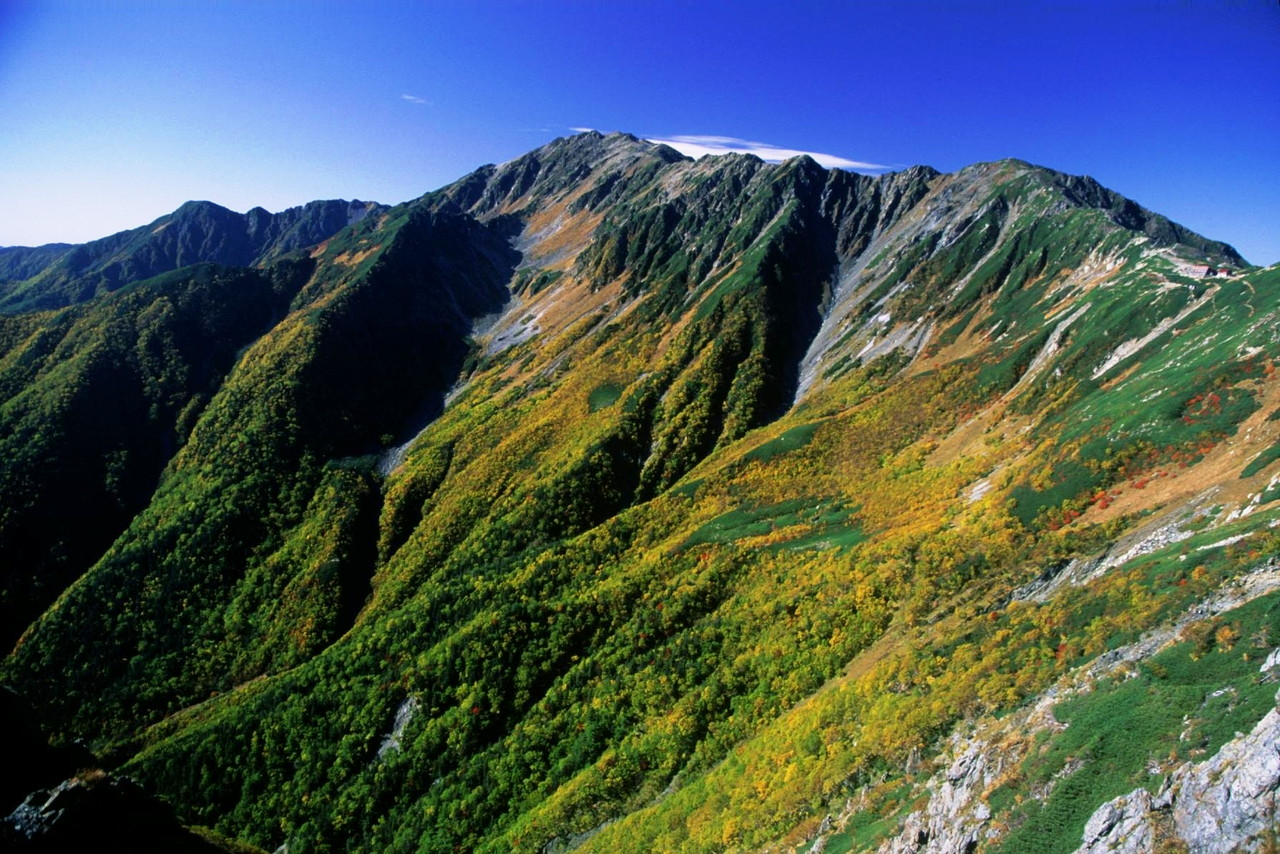
Гора Айно восени з гори Кіта
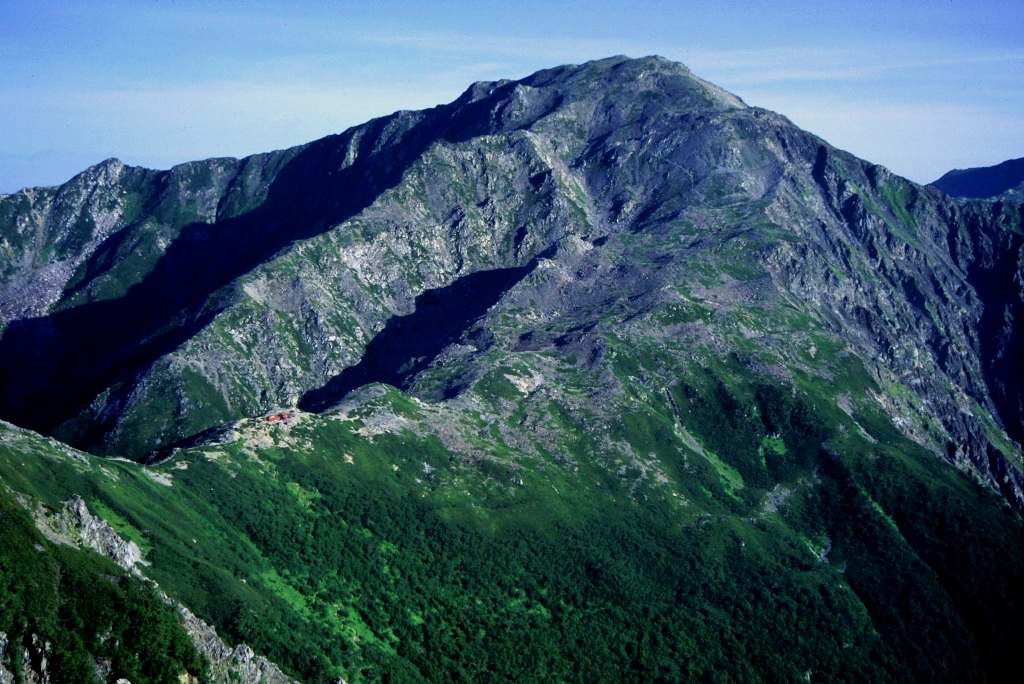
Гора Айно з гори Нішіноторі
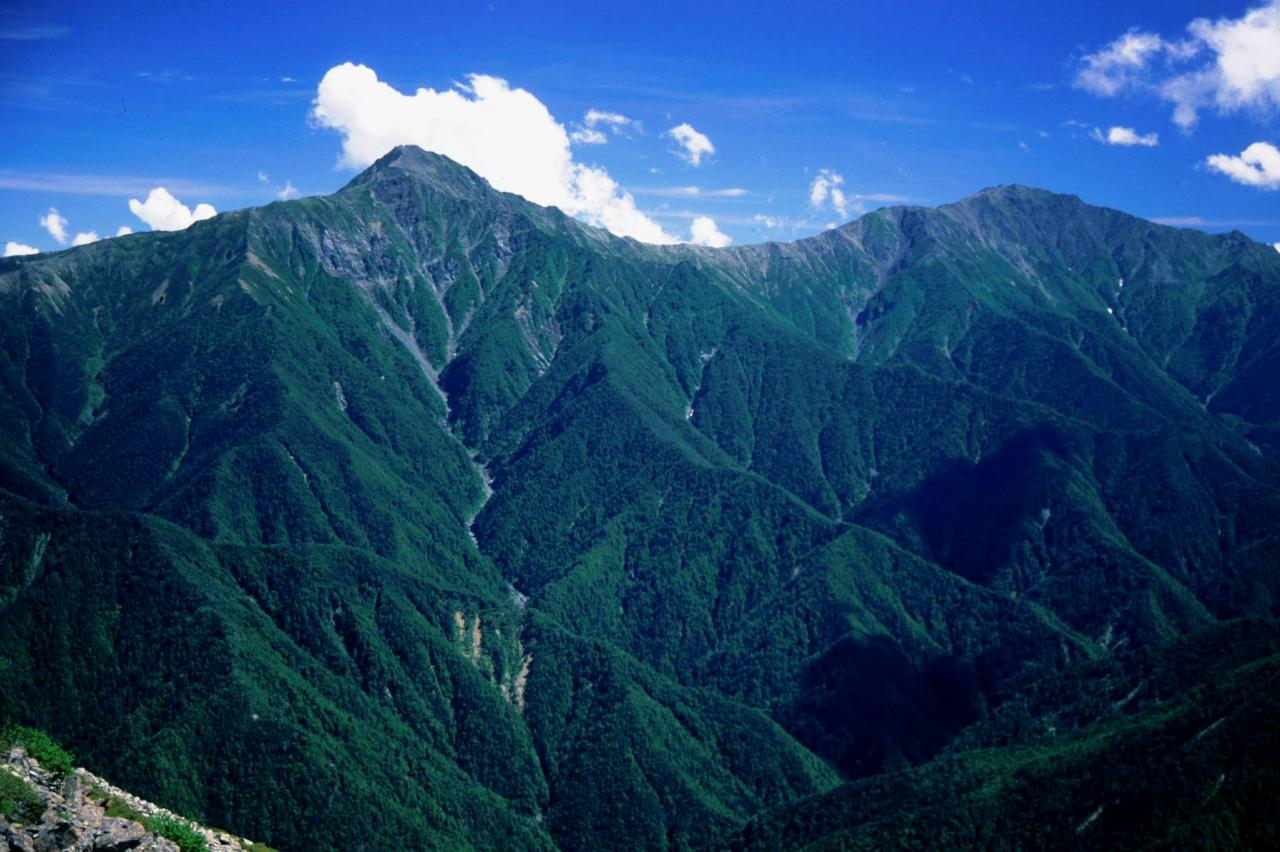
Гора Кіта і гора Айно з гори Сеньйо
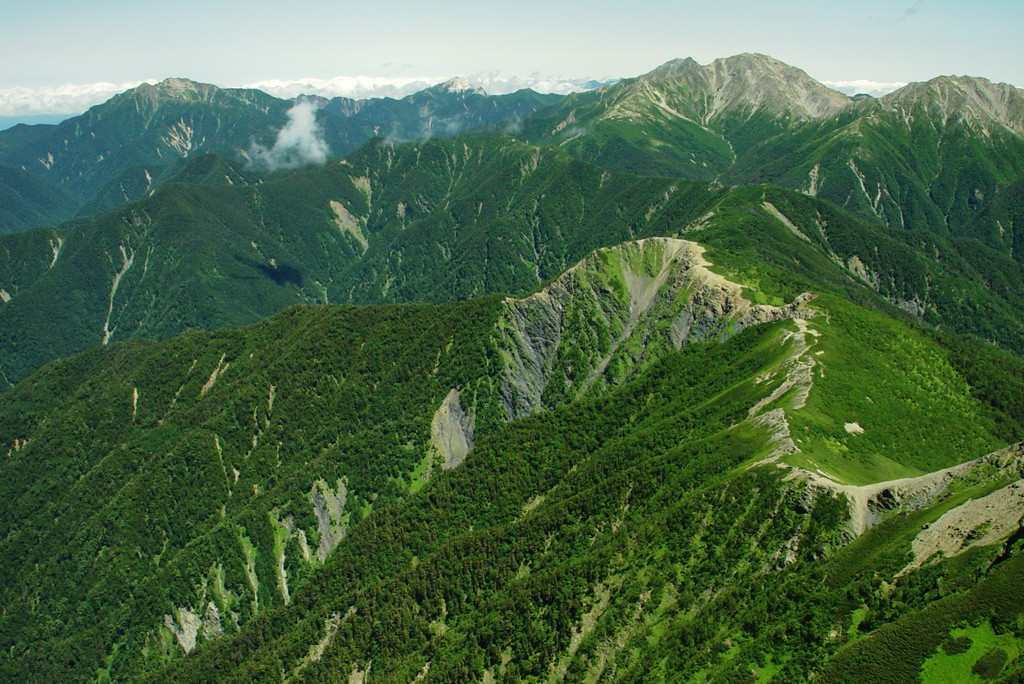
Гори Акаіші з гори Шіомі
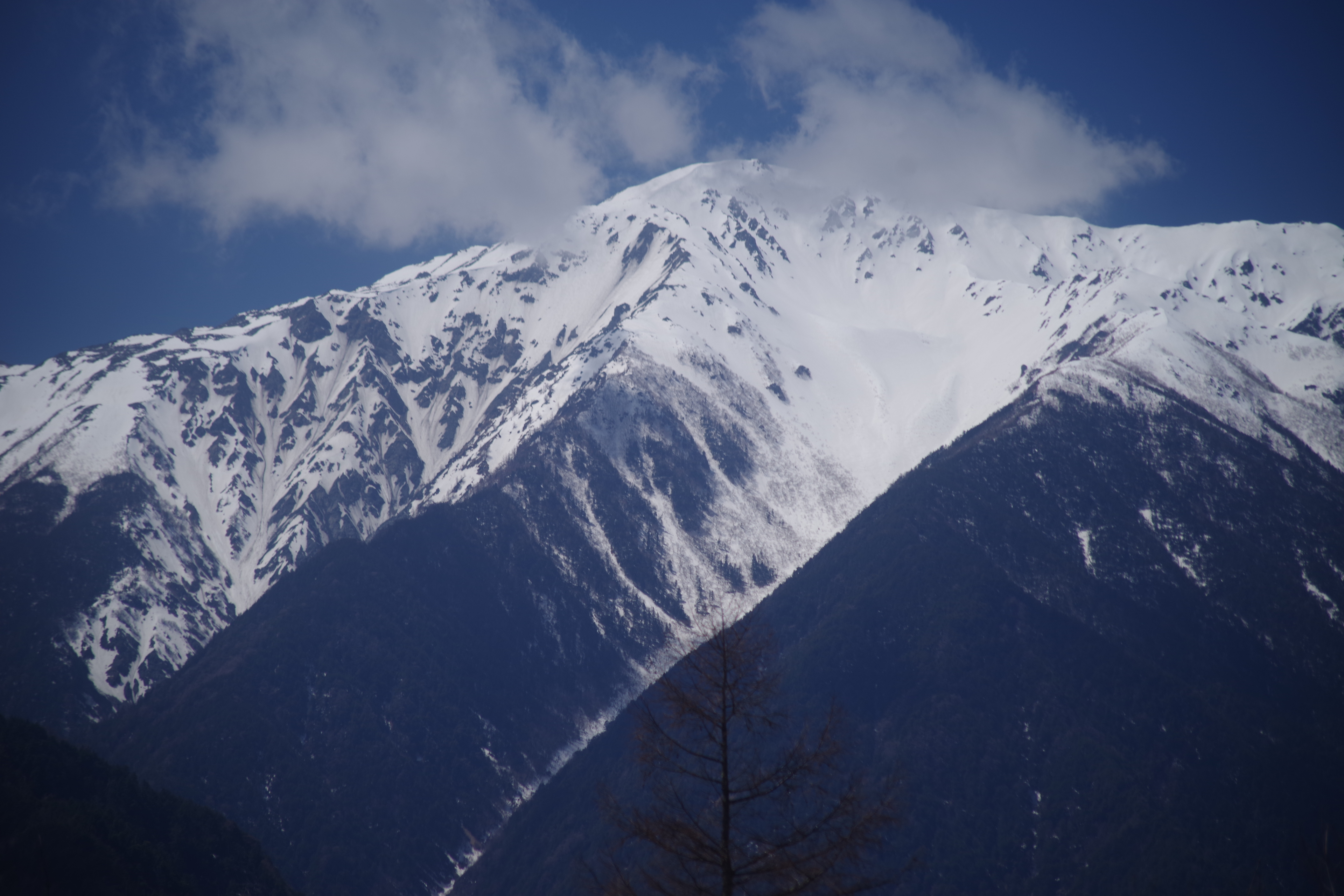
Гора Айно з перевалу Яшаджін, префектура Яманаші